# Vojvodina Braunschweig-Lüneburg
Vojvodina Braunschweig-Lüneburg je bila vojvodina Svetega rimskega cesarstva na območju današnje nemške zvezne dežele Spodnje Saške, v obdobju 1235-1806.
Vojvodina ima svoj zametek v posestih, ki jih je po babici in materi podedoval saški in bavarski vojvoda Henrik Lev; po saški babici Vulfhildi, hčerki Magnusa, zadnjega saškega vojvode iz rodu Billungov, je podedoval območje Lüneburga in po materi Gertrudi, hčerki saškega vojvode Lotarja Supplinburškega, območje Braunschweiga. Henrikov vnuk, imenovan Oton Otrok, je razdrobljena ozemlja dopolnil, jih zaokrožil v povezano celoto in pri kralju in cesarju Frideriku II. dosegel zanje formalno-pravni status vojvodine. Vojvodina se je v kasnejših rodovih večkrat delila na manjše kneževine in so se te ponovno združevale v večje enote. Konec 17. stoletja je na večjem delu ozemlja nastala Volilna kneževina Braunschweig-Lüneburg. Po koncu Svetega rimskega cesarstva in napoleonskih vojnah je po sklepih dunajskega kongresa (1815), ki je Evropi dal novo politično podobo, volilna kneževina Braunschweig-Lüneburg postala Kraljevina Hanover, kneževina Braunschweig pa je dobila status vojvodine, Vojvodina Braunschweig.

## Uvod
Henrik Lev, bavarski in saški vojvoda, je bil Welf po svojem dedu, Henriku Črnem, bavarskem vojvodi. Rod Welfov je nadaljeval sin Henrika Črnega, Henrik Ponosni, bavarski in saški vojvoda, medtem ko se je hči Henrika Črnega, Judita, poročila s švabskim vojvodo Friderikom II. iz rodu Štaufovcev. Ob volitvah novega nemškega kralja, po smrti kralja Henrika V. (1125), pa Henrik Črni ni, tako kot je bilo pričakovano, podprl svojega zeta (Friderika II.) ampak njegovega tekmeca, saškega vojvodo Lotarja Supplinburškega. Tedaj se je začelo med Štaufovci in Welfi tekmovanje za položaj nemškega kralja in občasno vojskovanje, ki je v generaciji vnukov Henrika Črnega pripeljalo do enega od vrhuncev spora: leta 1180 je sin Judite in Friderika II., Friderik I. Barbarossa, tedaj nemški kralj in cesar, svojemu bratrancu Henriku Levu, sinu Henrika Ponosnega, odvzel oba kraljeva fevda, vojvodini Bavarsko in Saško; dovolil pa mu je, da je ohranil svoje dedne posesti iz časov plemenske vojvodine Saške, kneževini Braunschweig in Lüneburg.
Po smrti Barbarossovega sina in naslednika na kraljevem in cesarskem prestolu, Henrika VI. (1197), se je boj za kraljevi prestol nadaljeval med bratom Henrika VI., Filipom Švabskim, in sinom Henrika Leva, Otonom IV. Do sprave med rodbinama je prišlo šele v naslednji generaciji: edini welfski naslednik, imenovan Oton Otrok, ni imel vladarskih ambicij, želel pa je ohraniti welfsko dediščino. Tako je bil dogovor s takratnim štaufovskim kraljem in cesarjem, Friderikom II., mogoč. 

## Ustanovitev vojvodine Braunschweig-Lüneburg
Z angleškim posredovanjem je bil leta 1235 spor med Welfi in Štaufovci dokončno rešen. Oton Otrok je na dvornem zboru v Mainzu najprej svoje posesti z vsemi pravicami predal kralju Frideriku II. Ta jih je združil s posestmi, ki jih je med tem pridobil od ženskih dedinj welfske rodbine. Na novo oblikovano ozemlje je povzdignil v vojvodino. Vojvodini je dodal še lovske pravice v pogorju Harz in jo kot kraljevi fevd podelil Otonu Otroku. S tem je vojvodina Braunschweig-Lüneburg dobila pravno osnovo v tedanjem fevdalnem sistemu.

## Vojvodina do prve delitve leta 1269
Glavna centra vojvodine sta bili mesti Braunschweig in Lüneburg s svojimi mestnimi pravicami. S spretno politiko si je Oton pridobival nove posesti in pravice, pri čemer se je osredotočil na porečje Weserja in si na območju Lüneburga prizadeval za vzpostavitev meje na reki Labi. Vodil je aktivno mestno politiko in številnim komunam podelil mestne pravice. Ni pa kazal ambicij, da bi posegal v državno politiko. 
Po Otonovi smrti (1252) mu je sledil sin Albert. Tedaj je vzcvetela dvorna kultura. Albert je svoj dvor oblikoval po viteških idealih in ciljano uporabljal viteške turnirje za krepitev svoje vojvodske oblasti. Njegovo vladanje je bilo polno spopadov-fajd s sosedi, velikokrat brez uspeha. Udeležba v turinški nasledstveni vojni (1260-1263) se je zanj končala z enoletnim ujetništvom in plačilom visoke odkupnine. Posrečilo pa se mu je tudi pridobiti mnoga mesta in tako zaokrožiti območje oblasti. Poleg mest Gieselwerder (1257) in Hameln (1260) je leta 1269 pridobil mesti Uslar in Einbeck. S številnimi ukrepi je pospeševal gospodarstvo, skrbel za varnost trgovskih poti in sklepal trgovske pogodbe z drugimi knezi.
Ko je Albertov brat Ivan postal polnoleten (1258), se je v vladanje vključil tudi on. Kadar je bil Albert dlje odsoten, kot na primer med enoletnim ujetništvom, je vladal tudi sam. Leta 1263 si je Ivan v Lüneburgu uredil lastno pisarno in si po poroki zaželel tudi svojo kneževino. Leta 1267 je bila dogovorjena in leta 1269 izpeljana delitev vojvodine, po kateri je Albert dobil južni del dežele z ozemlji okrog Braunschweiga, kneževino Braunschweig, in Ivan severni del dežele s posestmi okrog Lüneburga, kneževino Lüneburg.
V delilni pogodbi so številne posesti in pravice ostale v lasti celotne rodbine. Pri tem so bile zlasti pomembne skupne pravice do gradu v Braunschweigu, ki so bile povezane z vojvodskim naslovom. Obe veji rodbine sta smeli uporabljati naslov »vojvoda von Braunschweig-Lüneburg«.

## Nadaljnje delitve in preoblikovanja
Kneževino Braunschweig, po prestavitvi rezidence v Wolfenbüttel (1432) imenovano Braunschweig-Wolfenbüttel, so njeni knezi delili še naprej. Od nje so ločili kneževine Grubenhagen (1291), Göttingen (1345) in Calenberg (1432). 
Ob izumrtju moških potomcev posameznih vej pa so se kneževine spet združevale in preoblikovale. To je bilo možno zato, ker ob izumrtju rodbinske veje njeno ozemlje ni pripadlo kralju (kot je to v fevdalizmu običajno, in lahko kralj fevd dodeli drugemu zemljiškemu gospodu), ampak je po v naprej določenem pravilu pripadlo vzporedni welfski rodbinski veji; pravilo dedovanja je bilo od leta 1345 sestavni del vsake delilne pogodbe.
Tako so se tri odcepljene kneževine v 17. stoletju spet združile. Njihov knez je bil leta 1692 imenovan za volilnega kneza Svetega rimskega cesarstva, kneževina pa preimenovana v volilno kneževino Braunschweig-Lüneburg. V pogovornem jeziku volilno kneževino imenujejo tudi Volilna kneževina Hanover ali kratko Volilni Hanover. Leta 1705 je bila v volilno kneževino vključena tudi kneževina Lüneburg. Tako so bila v volilni kneževini spet združena vsa welfska ozemlja z izjemo ozemlja kneževine Braunschweig-Wolfenbüttel.
Po koncu Svetega rimskega cesarstva je s sklepi dunajskega kongresa (1815) kneževina Braunschweig-Wolfenbüttel postala vojvodina Braunschweig, volilna kneževina Braunschweig-Lüneburg pa kraljevina Hanover, katero pa je uspel njen prvi minister s spretnimi pogajanji povečati, zlasti na zahodu, za obsežna ozemlja nekdanjega cesarstva.
Časovna tabela okvirno prikazuje pomembnejše delitve vojvodine in ponovno združevanje njenih delov. Dejansko je bilo delitev še precej več, mnoge so bile kratkotrajne in so dosegale zelo različne stopnje suverenosti.
| Plemenska vojvodina Saška od 7. stoletja do leta 1180               |                                                                     |                                                                     |                                                                     |                              |
|                                                                     |                                                                     |                                                                     |                                                                     |                              |
| Vojvodina Braunschweig-Lüneburg 1235–1269                           |                                                                     |                                                                     |                                                                     |                              |
| Kneževina Braunschweig, od 1432 Braunschweig-Wolfenbüttel 1269–1807 | Kneževina Braunschweig, od 1432 Braunschweig-Wolfenbüttel 1269–1807 | Kneževina Braunschweig, od 1432 Braunschweig-Wolfenbüttel 1269–1807 | Kneževina Braunschweig, od 1432 Braunschweig-Wolfenbüttel 1269–1807 | Kneževina Lüneburg 1269–1705 |
|                                                                     |                                                                     | Kneževina Göttingen 1345–1463                                       | Kneževina Grubenhagen 1291–1596                                     |                              |
|                                                                     | Kneževina Calenberg 1432–1495                                       | 1463 k Calenbergu                                                   |                                                                     |                              |
|                                                                     | Kneževina Calenberg (z Göttingenom) 1495–1665                       | Kneževina Calenberg (z Göttingenom) 1495–1665                       | 1617 k Lüneburgu 1665 k Calenbergu                                  |                              |
|                                                                     | Kneževina Calenberg (z Göttingenom in Grubenhagnom) 1665–1692       |                                                                     |                                                                     |                              |
|                                                                     | Volilna kneževina Braunschweig-Lüneburg 1692–1807                   | Volilna kneževina Braunschweig-Lüneburg 1692–1807                   | Volilna kneževina Braunschweig-Lüneburg 1692–1807                   | 1705 k volilni kneževini     |
|                                                                     |                                                                     |                                                                     |                                                                     |                              |
| Vojvodina Braunschweig 1814–1918                                    | Kraljevina Hanover 1814–1866                                        | Kraljevina Hanover 1814–1866                                        | Kraljevina Hanover 1814–1866                                        | Kraljevina Hanover 1814–1866 |

## Kneževine – delne vojvodine
Knezi kneževin (delnih vojvodin) so vsi imeli pravico do naziva vojvoda von Braunschweig-Lüneburg. Zaradi stalnega ponavljanja istih imen so za identifikacijo knezov (vojvod) v nadaljevanju uporabljene letnice smrti.

### Kneževina Braunschweig-Wolfenbüttel
Glej tudi:Kneževina Braunschweig-Wolfenbüttel
Kneževina Braunschweig, kasneje imenovana Braunschweig-Wolfenbüttel, je nastala ob prvi delitvi vojvodine Braunschweig-Lüneburg, leta1269. Obsegala je južni del vojvodine: območja Braunschweig-Wolfenbüttel in Einbeck-Grubenhagen. Rezidenco je imela v gradu mesta Braunschweig. 
Po smrti prvega vojvode Alberta I. (†1279) so njegovi trije sinovi Henrik (†1322), Albert II. (†1318) in Viljem (†1292) nekaj časa vladali skupaj, potem pa so si kneževino razdelili: Albert II. je od nje odcepil (1286) njen najjužnejši del (Göttingen-Oberwald) s sedežem v Göttingenu, Henrik pa si je izbral Einbeck-Grubenhagen (1291). Po Viljemovi smrti je Albert II. zavladal tudi v Braunschweigu, tako da do prave odcepitve Göttingena tedaj ni prišlo. Ta se je dogodila šele v naslednji generaciji, ko sta si kneževino razdelila Albertova sinova Magnus I. (†1369) in Ernest I. (†1367) in je mlajši Ernest zavladal Göttingenu (1345).
V mestu Braunschweig so se med tem vrstili spori med vojvodsko družino in meščani, ki so imeli v mestu vse več besede. Welfi so zato leta 1432 preselili svojo rezidenco 12 km južneje v Wolfenbüttel, kjer so si v močvirju ob reki Oker zgradili vodni grad. Okrog gradu so zrasle delavnice in naselje in s časom mesto, utrjeno z močnim obzidjem. Ime Wolfenbüttel je prišlo tudi v ime kneževine, ki se odtlej imenuje kneževina Braunschweig-Wolfenbüttel. V istem letu je vojvoda Viljem Zmagoviti (†1482) od kneževine odcepil del ozemlja med rekama Leine in Weser ter si za svojo rezidenco izbral grad Calenberg; nastala je nova delna vojvodina, kneževina Calenberg. Preostali del kneževine Braunschweig-Wolfenbüttel je ostal mlajšemu bratu Henriku II. Miroljubnemu (†1473).
Po Henrikovi smrti je tudi v kneževini Braunschweig-Wolfenbüttel zavladal Viljem Zmagoviti, ki je med tem podedoval tudi kneževino Göttingen, potem ko je izumrla tamkajšnja veja Welfov. Njemu je sledil sin Viljem II. (†1503) (brata Friderika je proglasil za neprištevnega) in krajši čas so bile vse tri kneževine pod skupno upravo. Leta 1495 pa je Viljem II. posest razdelil med sinova: starejši sin, Henrik I. Starejši (†1514), je dobil Braunschweig-Wolfenbüttel, mlajši sin Erik I. pa Calenberg in Göttingen. Erik I. velja za ustanovitelje veje Calenberg.
Med vladavino naslednikov Henrika I. Starejšega, vojvod Henrika II. Mlajšega (†1568), Julija (†1589) in Henrika Julija († 1613) je bila dograjena rezidenca Wolfenbüttel, kneževina pa je postala pomembna v širšem nemškem prostoru. Leta 1584 (po smrti vojvode calenberške veje, Erika II.) sta prišli pod upravo wolfenbüttelskega kneza tudi kneževini Calenberg in Göttingen 
V tridesetletni vojni je vojvoda Friderik Ulrik (†1634) sprva skušal voditi nevtralno politiko, potem pa se je pustil na protestantski strani zaplesti v nasprotja; dežela je bila med najbolj prizadetimi v vojni in dolgo časa popolnoma v rokah soldateske.
Po smrti Friderika Ulrika je wolfenbüttelska veja izumrla. Oblast je prevzel vojvoda Avgust Mlajši (†1666) iz vzporedne veje Lüneburg-Dannenberg. Pod njegovo vladavino je dosegla kneževina Braunschweig-Wolfenbüttel najvišji kulturni razcvet. Eden največjih dosežkov je bila vojvodska knjižnica, v svojem času največja v Evropi. 
Leta 1671 se je izpolnila stara želja vseh welfskih vojvod: združili so čete, zavzeli mesto Braunschweig in ga ponovno vključiti v območje svoje oblasti. 
Leta 1735 je rodovna veja, ki je vladala v Wolfenbüttlu, ponovno izumrla. To pot je kneževina pripadla vzporedni veji Braunschweig-Bevern. Prvi vojvoda Ferdinand Albert II. (†1735) je še istega leta umrl, sledila sta mu Karel I. (†1780) in Karel II. Viljem Ferdinand (†1806). Za to obdobje je značilen porast v izobrazbi prebivalstva, hiter napredek v naravoznanstvu in kulturi. 
Leta 1753/1754 so vojvode prenesli sedež kneževine iz Wolfenbüttla v novozgrajeno vojvodsko palačo v Braunschweigu. Vojvodski družini je sledilo tudi prebivalstvo, tako da se je število prebivalcev v mestu Wolfenbüttel zmanjšalo od 12.000 na 7.000; tam so ostali arhiv, cerkveni urad in knjižnica. Zato pa je zacvetelo mesto Braunschweig. Ustanovljena sta bila kulturni in naravoslovni kabinet, predhodnika naravoslovno zgodovinskega muzeja, in Collegium Carolinum, zametek tehnične univerze.
Na dunajskem kongresu (1814) je bila kneževina povzdignjena v vojvodino Braunschweig.
Kneževina Braunschweig-Wolfenbüttel je britanski kroni med ameriška vojno za neodvisnost najel plačance za potrebe zadušitve upora. Kontingent Braunschweig-Wolfenbüttel  v ameriški revolucionarni vojni je vseboval naslednje enote:
- Dragonski polk Brunswick-Wolfenbüttel iz leta 1692/2|Dragoski polk vojvode Ludvika
- Grenadirski bataljon Breymann
- Brunswick Jäger|Barnerjev bataljon lahke pehote s četo Jäger
- Pehotni polk Brunswick-Wolfenbüttel iz leta 1776/1|Pehotni polk Riedesel
- Pehotni polk Brunswick-Wolfenbüttel iz leta 1776/2|pehotni polk Specht
- Pehotni polk Brunswick-Wolfenbüttel iz leta 1692/2|pehota Leibregiment 1783 princ Friedrich
- Pehotni polk Brunswick-Wolfenbüttel iz leta 1748/4|pehotni polk Rhetz (Avgust Wilhelm von Rhetz)

### Kneževina Göttingen
Kneževino Göttingen, imenovano tudi Oberwald je od kneževine Braubschweig(-Wolfenbüttel) odcepil že Albert II. (†1318) a le začasno. Za začetnika göttingenške veje rodbine Welfov velja njegov mlajši sin Ernest I. (†1367).
Ernest je bil preudaren vladar, ki je skupaj z mesti skrbel za deželni red, skupaj z zavezniki pa se je boril proti samostanu Hildesheim. Nasprotno je bil njegov naslednik, sin Oton Hudobni (der Quade, †1394) v stalnih spopadih (fajdah) s sosedi. Pogosto se je povezoval z roparskimi vitezi v boju proti drugim knezom in mestom. Sodeloval je tudi v lüneburški nasledstveni vojni (1370-74). Zadolženo in politično neurejeno deželo je zapustil sinu Otonu Enookemu (Coclesu, †1463). Ta se je, drugače kot oče, spet povezal z mesti proti roparskim vitezom. Napravil je red v deželi, ni pa se mogel znebiti dolgov. V stalnih finančnih težavah si je sposojal denar od braunschweiških bratrancev in jim, ker je bil brez otrok, v zameno obljubil dedovanje kneževine. Leta 1442 je upravljanje kneževine prevzel Viljem Zmagoviti (†1482, pravnuk zgoraj omenjenega Magnusa I. iz branschweiške veje), ki je že vladal v kneževini Calenberg. Z Otonovo smrtjo je göttingenška veja Welfov izumrla, in kneževino Göttingen je podedoval Viljem Zmagoviti.

### Kneževina Calenberg
Ozemlje kneževine Calenberg je od kneževine Braunschweig-Wolfenbüttel prvič odcepil leta 1432 vojvoda Viljem Zmagoviti (†1482), ki pa je po bratovi smrti, nekaj let kasneje, zavladal tudi matični kneževini, tako da začetek rodbinske veje Calenberg pripisujejo njegovemu vnuku Eriku I. (†1540). Temu je oče Viljem II. (†1503) leta 1495 prepustil kneževino Calenberg z Göttingenom (v slednjem je leta 1463 izumrla domača veja). Erik I. je grad Calenberg utrdil v močno trdnjavo. Cesar Karel V. mu je bil naklonjen, saj je v sporu s samostanom Hildesheim razsodil v njegovo korist, tako da je pridobil velik del samostanskih posesti, čeprav je bil pred tem v vojaške spopadu s samostanom poražen (1519-23). Erik I. je bil nasprotnik reformacije, ne pa tudi njegova žena, ki je po moževi smrti vladala v imenu mladoletnega Erika II., in je na dvoru vpeljala novo vero. Ko je Erik II. (†1584) zavladal samostojno, je skušal dvor vrniti v katolištvo, a brez uspeha. Prestolnico Neustadt am Rübenberge je spremenil v mestno trdnjavo in v njej po italijanskem vzoru zgradil renesančni dvorec Landestrost. Po izumrtju grofov von Hoya, leta 1582, je dobil večji del njihove grofije in leta 1585 tudi kraljevi fevd, grofijo Diepholz. Po Erikovi smrti sta kneževini Calenberg in Göttingen spet prešli na rodbinsko vejo Braubschweig-Wolfenbüttel.
Tridesetletna vojna (1618-48) je kneževine močno prizadela. Vojvoda Friderik Ulrik (†1634) je sprva skušal biti nevtralen. Po zmagi Tillyjeve vojske nad protestantsko, avgusta 1626 pri kraju Lutter am Barenberge blizu Goslarja, pa je njegova soldateska zasedla deželo (razen velikih mest) in ji prizadejala ogromno škodo.
Friderik Ulrik je umrl brez naslednika. Nasledstvo v kneževini Calenberg (z Göttingenom) je prevzel vojvoda Avgust Starejši (†1636) iz lüneburške veje in po njegovi smrti, že naslednje leto, njegov mlajši brat Jurij. Jurij (†1641) je bil uspešen kot general na švedski strani in posrečilo se mu je, da je do leta 1637 pridobit deželo in predvsem mesta nazaj za Welfe. Najprej je vladal iz zasedenega Hildesheima, potem pa je prenesel rezidenco v Hanover, ki ga je dal utrditi v trdnjavo. Jurij velja za začetnika hanoverske veje Welfov.
Po Jurijevi smrti so nasledniki prenagljeno sklenili mir s cesarjem Ferdinandom III. in so ga morali kupiti z vrnitvijo leta 1523 pridobljenih posesti samostana Hildesheim. Po Jurijevi smrti so kneževini Calenberg (z Göttingenom) zaporedoma vladali njegovi sinovi Kristijan Ludvik (vladal 1641-48), Jurij Viljem (1648-65) , Ivan Friderik (1665-79) in Ernest Avgust (1679-92).
Z Ivanom Friderikom (†1679) je, po dogovoru z bratom Jurijem Viljemom (†1705), ki je zavladal v Lüneburgu, leta 1665 k veji Calenberg prišla kneževina Grubenhagen, ki je po razsodbi državnega komornega sodišča od leta 1617 pripadala Lüneburgu.
Najmlajši Jurijev sin, Ernest August (†1698), ki je vladal od 1679, je nadaljeval uspešno politiko svojega očeta in bratov. Leta 1689 je Calenberžanom z dedovanjem pripadla tudi askanijska vojvodina Saška-Lauenburg. Ernest August je prestopil na cesarjevo stran in vpeljal pravilo dedovanja prvorojenca. Za vdanost cesarju je bil leta 1692 nagrajen s podelitvijo časti volilnega kneza. Uradno je bil imenovan za volilnega kneza von Braunschweig-Lüneburg. Leta 1705 mu je z dedovanjem pripadla še kneževina Lüneburg, s čimer je hanovrska veja združila vse posesti Welfov z izjemo kneževine Braunschweig-Wolfenbüttel.
Hanoverski knez Jurij Ludvik (†1727) je bil leta 1714 izvoljen za kralja Velike Britanije.
Na dunajskem kongresu (1815) je bila volilna kneževina povzdignjena v kraljevino Hanover.

### Kneževina Grubenhagen
Ko so si sinovi Alberta I. (†1279) med sabo delili kneževino Braunschweig(-Wolfenbüttel), je Henrik Čudaški (†1322) leta 1291 izbral ozemlje na jugozahodnih pobočjih Harza in tam ustanovil kneževino Grubenhagen, imenovano po gradu, lociranem južno od mesta Einbeck. Rodbina je imela v prvih generacijah številne potomce in ozemlje kneževine se je vse bolj drobilo in gospodarji zemljišč so postajali vse šibkejši. Nastale so vzporedne veje kot Osterode, Herzberg, Salzderhelden, Einbeck. Mnoge so propadle in se spet združile. Zadnji pomemben predstavnik rodbinske veje je bil vojvoda Filip (†1551), ki je bil član šmalkaldenske zveze in je s sinovi sodeloval v šmalkaldenski vojni. Sledili so mu trije sinovi in ko je zadnji med njimi, Filip II. (†1596), umrl brez otrok, je rodbinska veja izumrla.
Kneževino Grubenhagen je nato zavzel vojvoda Henrik Julij (†1613) iz veje Braunschweig-Wolfenbüttel. Lüneburška veja Welfov se je pritožila in je leta 1617 na državnim komornem sodišču pravdo dobila. Sin Henrika Julija, Friderik Ulrik (†1634), je moral grubenhagensko dediščino predati vojvodi Lüneburga, Kristijanu Starejšemu (†1633). Leta 1665 je, po dogovoru med lüneburškim dediči, kneževina Grubenhagen pripadla kneževini Calenberg.

### Kneževina Lüneburg
Stara lüneburška veja Welfov, ki jo je leta 1269 z delitvijo vojvodine Braunschweig-Lüneburg začel Ivan (†1277), je leta 1369 izumrla. Po welfskih hišnih zakonih je imela pravico dedovanja braunschweiška veja. A je kralj in cesar Karel IV. Luksemburški kneževino podelil v fevd askanijski vojvodski rodbini Saška-Wittenberg. Meščani Lüneburga so izkoristili priložnost, da se znebijo neposredne podrejenosti vojvodi in so 1. februarja 1371 razdejali grad na Kalkbergu. Izbruhnila je lüneburška nasledstvana vojna. Lüneburški Welfi so prestolnico preselili v mesto Celle. Spor je bil dokončno rešen v prid Welfov šele leta 1388. V kneževini je zavladal vnuk braunschweiškega vojvode Magnusa I., Henrik Blagi (†1416).
V letih 1409 in 1428 je prišlo spet do preurejanja ozemelj med kneževinama Braunschweig-Wolfenbüttel in Lüneburg, pri katerem je kneževina Lüneburg dobila meje, ki so v glavnem veljale naslednja stoletja.
Vojvoda Ernest I. Izpovedovalec (†1546) je bil odločen pristaš reformacije in aktiven član šmalkaldenske zveze. Kneževina je postala luteranska. Ob Ernestovi smrti so bili njegovi sinovi še mladoletni in vodenje kneževine je prevzel (po nalogu Karla V. in pod vodstvom kölnskega nadškofa) svet upraviteljev in svetovalcev, ki je deloval tudi še potem, ko je postal najstarejši sin Oton Franc (†1559) polnoleten. Sledila sta mu brata Henrik in Viljem Mlajši 
Henrik (†1598) je po desetih letih skupnega vladanja vodenje kneževine prepustil Viljemu Mlajšemu (†1592) in se umaknil na gospostvo Dannenberg, v zameno pa je svojim sinovom zagotovil izključno pravico dedovanja v kneževini Braunschweig-Wolfenbüttel, v primeru da tamkajšnja veja izumre. Viljem Mlajši je proti koncu življenja duševno zbolel in kneževini je spet vladal svet upraviteljev in svetovalcev, to pot pod vodstvom zadnjega grubenhagenskega vojvode, Filipa II. (†1596).
Za Vljemom Mlajšim je ostalo pet sinov. Sprejeli so družinsko pogodbo o nedeljivosti kneževine in vladali eden za drugim. Ernesta II. (†1611) je nasledil Kristijan (†1633). V njegovem času je po razsodbi državnega komornega sodišča kneževini pripada kneževina Grubenhagen (1617). Za Kristijanom je vladal brat Avgust Starejši (†1636); tedaj je izumrla wolfenbüttelska veja, ki je vladala tudi v kneževini Calenberg. Leta 1635 je tako v kneževini Braunschweig-Wolfenbüttel zavlada vojvoda Avgust Mlajši (†1666) iz vzporedne veje Lüneburg-Dannenberg (v skladu z zagotovilom, ki je bilo dano njegovemu očetu Henriku, †1598), kneževina Calenberg (skupaj z Göttingenom) pa je dedno pripadla kneževini Lüneburg. Toda Avgust Starejši je umrl že naslednje leto. Za njim je vladanje v kneževini Lüneburg nadaljeval Friderik (†1648), vladanje v kneževini Calenberg (z Göttingenom) pa je prevzel najmlajši med brati, Jurij (†1648).
Vse to se je dogajalo med tridesetletno vojno. Švedi so zavzeli kneževino. Vojvode, ki so vladali iz mesta Celle, so skupaj z ostalimi welfskimi kneževinami sestavili obrambno vojsko in zavzeli od Švedov okupirano mesto Lüneburg. Leta 1642 so s cesarjem Ferdinandom III. v Goslarju sklenili mir. Z vestfalskim mirom so izgubili le pravico postavljanja škofov v škofijah.
Po Friderikovi smrti 1648 je v kneževini Lüneburg zavladal najstarejši med štirimi Jurijevimi sinovi, Kristijan Ludvik (†1665). Po njegovi smrti sta se za nasledstvo v kneževini sprla njegova brata Ivan Friderik in Jurij Viljem, ki je že vladal v kneževini Calenberg. Spor sta rešila tako, da je Ivan Friderik (†1679) prevzel vladanje v kneževini Calenberg (z Göttingenom) in dobil še ozemlje nekdanje kneževine Grubenhagen, Jurij Viljem (†1705) pa je zavladal v kneževini Lüneburg. V njegovem času je dvor v lüneburškem rezidenčnem mestu Celle dosegel vrhunec razcveta. Vojvodski dvorec je dobil sedanjo baročno fasado, dodan mu je bil francoski vrt in zgrajeno je bilo baročno gledališče. Jurij Viljem je pod vplivom svoje francoske žene izdal edikt, ki je versko preganjanim hugenotom obljubljal prijateljski sprejem in podporo. Svojo hčerko Zofijo Dorotejo je poročil z njenim bratrancem, Jurijem Ludvikom (†1727), sinom in naslednikom hanoverskega volilnega kneza Ernesta Avgusta (†1698). Po smrti Jurija Viljema je tako kneževina Lüneburg postala del volilne kneževine Hanover.